# Dobossy László
Dobossy László (Vágfarkasd, 1910. augusztus 9. – Budapest, 1999. január 27.) magyar irodalomtörténész, szótáríró.

## Élete
A tallósi származású Dobosy Imre és Bihari Mária gyermeke.
Érsekújvárban érettségizett, egyetemi tanulmányait a párizsi Sorbonne-on és a prágai Károly Egyetemen végezte. A Sarló mozgalom egyik alapítója volt. Kassán kezdett tanítani, majd 1938 őszén a budapesti francia követség kulturális tanácsosa ott járva fölajánlotta, hogy a párizsi egyetemen vendégeskedjen a következő tanévben. A háború kitörése után sem tért haza és részt vett a francia antifasiszta ellenállásban.
Oktatott a Sorbonne-on és Budapesten, illetve vezette a Párizsi Magyar Kulturális Intézetet is. 1956-ban Romain Rollandból kandidált.

## Művei
- Ha rózsaszál leszel... A francia népköltészet gyöngyszemei; vál., szerk., jegyz. Dobossy László, ford. Áprily Lajos et al., bev. Ortutay Gyula; Új Magyar Kiadó, Bp., 1956
- Romain Rolland magyarul megjelent művei és a magyar Romain Rolland-irodalom. Bibliográfia; összeáll. Dobossy László; Tankönyvkiadó, Bp., 1956 (Bibliográfiák az egyetemi oktatás számára)
- Az idegen nyelvek oktatásának időszerű kérdései különös tekintettel a felsőoktatási intézményekre; szerk. Dobossy László; Tankönyvkiadó, Bp., 1957 (Szocialista nevelés könyvtára)
- Mai francia költők; szerk. Dobossy László; Magvető, Bp., 1958
- Cseh-magyar szótár, 1-2.; főszerk. Dobossy László; Akadémiai–ČSAV, Bp.–Praha, 1960
- Karel Čapek; Gondolat, Bp., 1961 (Irodalomtörténeti kiskönyvtár)
- Romain Rolland, az ember és az író; Akadémiai, Bp., 1961
- A francia irodalom története, 1-2.; Gondolat, Bp., 1963
- Hašek; Gondolat, Bp., 1963 (Irodalomtörténeti kiskönyvtár)
- Hašek világa; Európa, Bp., 1970 (Írók világa)
- A közép-európai ember; Magvető, Bp., 1973 (Elvek és utak)
- Két haza között. Esszék, tanulmányok; Magvető, Bp., 1981 (Elvek és utak)
- Előítéletek ellen. Tanulmányok, esszék; Magvető, Bp., 1985 (Nemzet és emlékezet)
- Válságok és változások. Esszék, tanulmányok a francia irodalomról; Magvető, Bp., 1988
- Gondban, reményben azonosan. Esszék és tanulmányok a közös múltról; Gondolat, Bp., 1989 (Közös dolgaink)
- A cseh irodalom kistükre a XIX. század végéig; vál., bev., képanyag Dobossy László, ford. Arany János et al.; Európa, Bp., 1990
- Párhuzamok találkozása. Esszék és tanulmányok a magyar-cseh szellemi érintkezésekről; visszaemlékezések Heé Veronika, Radko Pytlík, kéziratgond. Molnár Éva; Korma Könyvek, Bp., 2000 (Bohemia kézikönyvtár)

Tanulmányokat írt Masarykról. Nevéhez fűződik többek között a cseh–magyar és a magyar–cseh nagyszótár megalkotása. Írt az Egyedül Vagyunk folyóiratba.